# Mvuzi
La commune de Mvuzi est une commune de la ville de Matadi en République démocratique du Congo. Elle est située à l'ouest de la ville à proximité du fleuve Congo et de la rivière M'pozo avec sa gare de trains, différentes sortes de ponts et le stade Lumumba. Un belvédère permet de découvrir une belle vue sur la ville de Matadi, le port, Tshimpi son aérodrome poussiéreux de l'autre côté du fleuve, au loin le Pic Kinzau (ex-Pic Cambier, +/- 500 m) et enfin sur l'autre colline la mission de l'église Kimbanguiste avec son imposant bâtiment et ses écoles.

## Histoire
Administrativement, Mvuzi est l'une des trois communes de la Ville de Matadi créée en octobre 1959.

## Société
La commune est le siège de la paroisse catholique Saint-Gérard de Mvuzi, fondée en 1953, elle dépend de la doyenné de Matadi du diocèse de Matadi. C'est dans la commune de Mvuzi aussi que nous trouvons plusieurs paroisses protestante et la paroisse centrale de l'église Kimbanguiste.

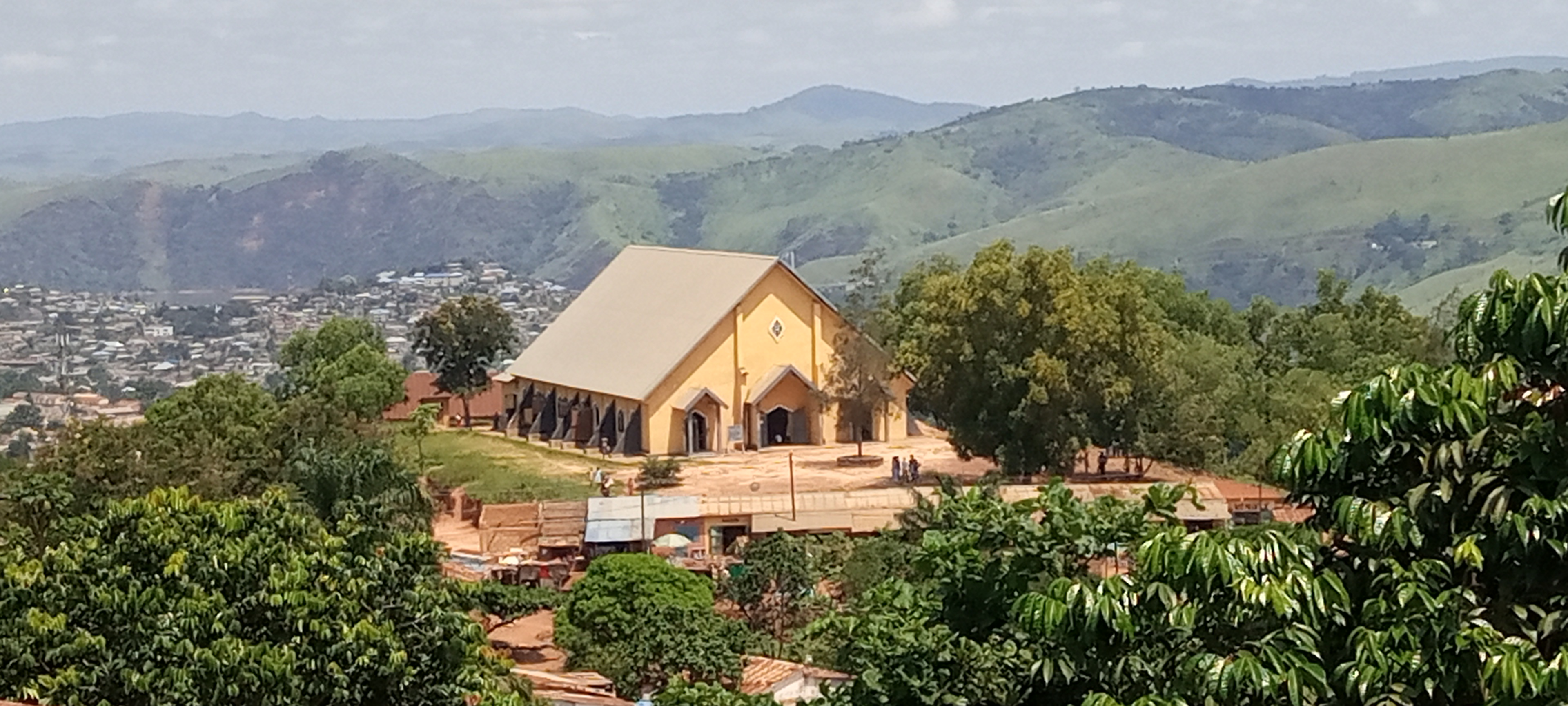
Paroisse C.E.C Mvuzi